# Ivo de Figueiredo
Ivo de Figueiredo (nascido em 30 de abril de 1966) é um historiador norueguês, biógrafo e crítico literário.
Ele recebeu o Prêmio Brage em 2002, por uma biografia de Johan Bernhard Hjort. Ele escreveu vários livros sobre Henrik Ibsen e seus trabalhos.
Figueiredo é de Langesund e formou-se como cand.philol. da Universidade de Oslo em 1994.